# NGC 2753/1
NGC 2753/1 је елиптична галаксија у сазвежђу Рак која се налази на NGC листи објеката дубоког неба.
Деклинација објекта је + 25° 20' 28" а ректасцензија 9h 7m 8,2s. Привидна величина (магнитуда) објекта NGC 2753 износи 14,5 а фотографска магнитуда 15,5. NGC 27531 је још познат и под ознакама MCG 4-22-15, CGCG 121-20, KCPG 187, PGC 25603.